# Guerino Bertocchi
Guerino Bertocchi (29 oktober 1907 - 13 april 1981) was een Italiaans autocoureur. In 1954 stond hij eenmaal op de inschrijflijst van een Formule 1-race, in de Grand Prix van Spanje van dat jaar was hij reservecoureur voor Maserati. Alle Maserati-coureurs stonden die race echter gewoon aan de start en Bertocchi schreef zich hierna nooit meer in voor een Formule 1-race. Tussen 1931 en 1957 reed Bertocchi ook dertien keer de Mille Miglia, waarin zijn beste resultaat een vierde plaats was in 1957.